# Journée nationale de la vérité et de la réconciliation
La Journée nationale de la vérité et de la réconciliation est, au Canada, un jour férié fédéral célébré le 30 septembre qui vise à promouvoir les efforts de réconciliation avec les peuples autochtones. Elle a d'abord été créée comme jour de commémoration en 2013, puis elle est élevée au rang de fête légale en 2021.

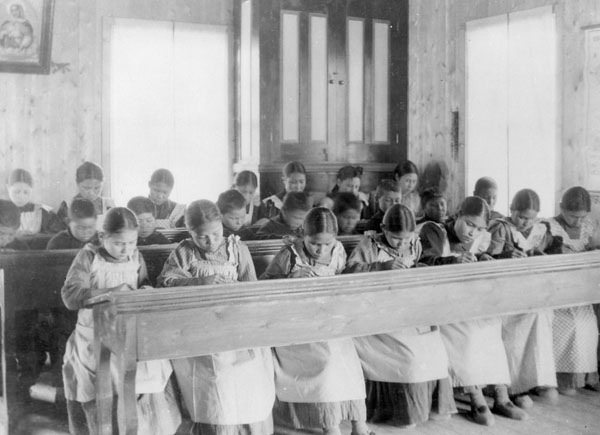
Enfants autochtones dans un pensionnat de Fort Resolution, dans les Territoires du Nord-Ouest.

## Historique du jour férié
Sa création provient du rapport de la Commission vérité et réconciliation qui avait recommandé la création de ce jour férié dans la 80e recommandation de son rapport final, sur un total de 94 actions recommandées. La Commission formulait ainsi sa recommandation : « 80) Nous demandons au gouvernement fédéral d’établir comme jour férié, en collaboration avec les peuples autochtones, une journée nationale de la vérité et de la réconciliation pour honorer les survivants, leurs familles et leurs collectivités et s’assurer que la commémoration de l’histoire et des séquelles des pensionnats demeure un élément essentiel du processus de réconciliation ».
Cette fête est parfois appelée Journée du chandail orange en raison des chandails orange portés par les militants de la défense des droits des peuples autochtones quand cette fête a d'abord commencé à être célébrée en 2013 à la suite du témoignage de Phyllis Webstad. (Chandail est synonyme de t-shirt au Canada.)

## Traumatismes dans l'histoire

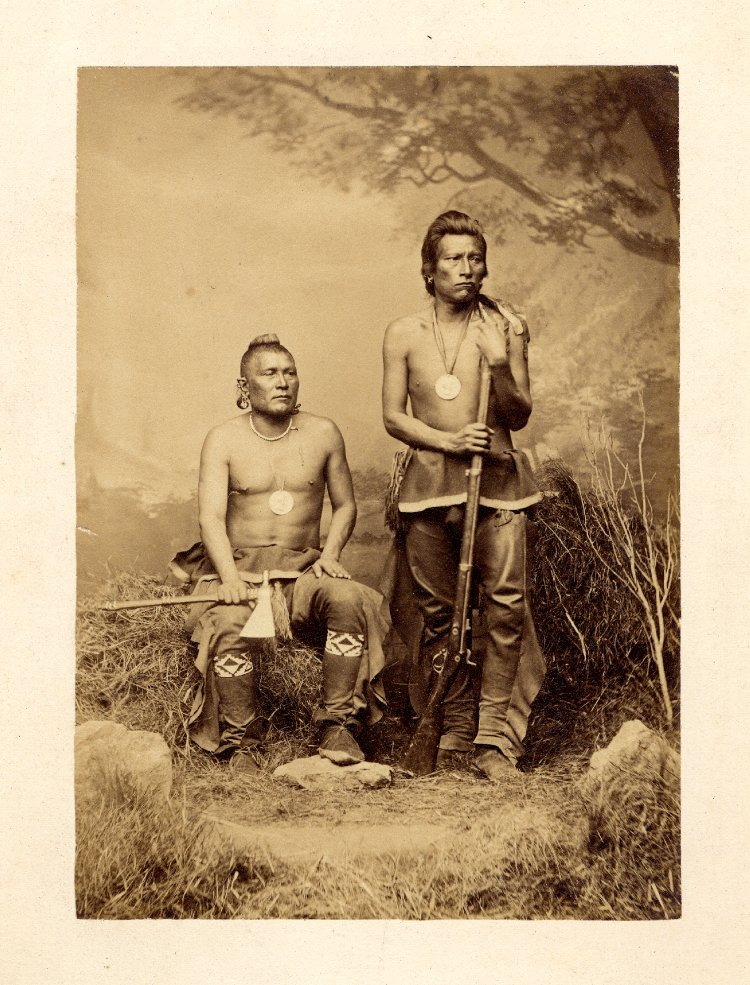
Deux esclaves sur trois,, ayant vécu dans l'actuel Canada français étaient des Autochtones, et ces Autochtones étaient eux-mêmes très souvent Pawnees.

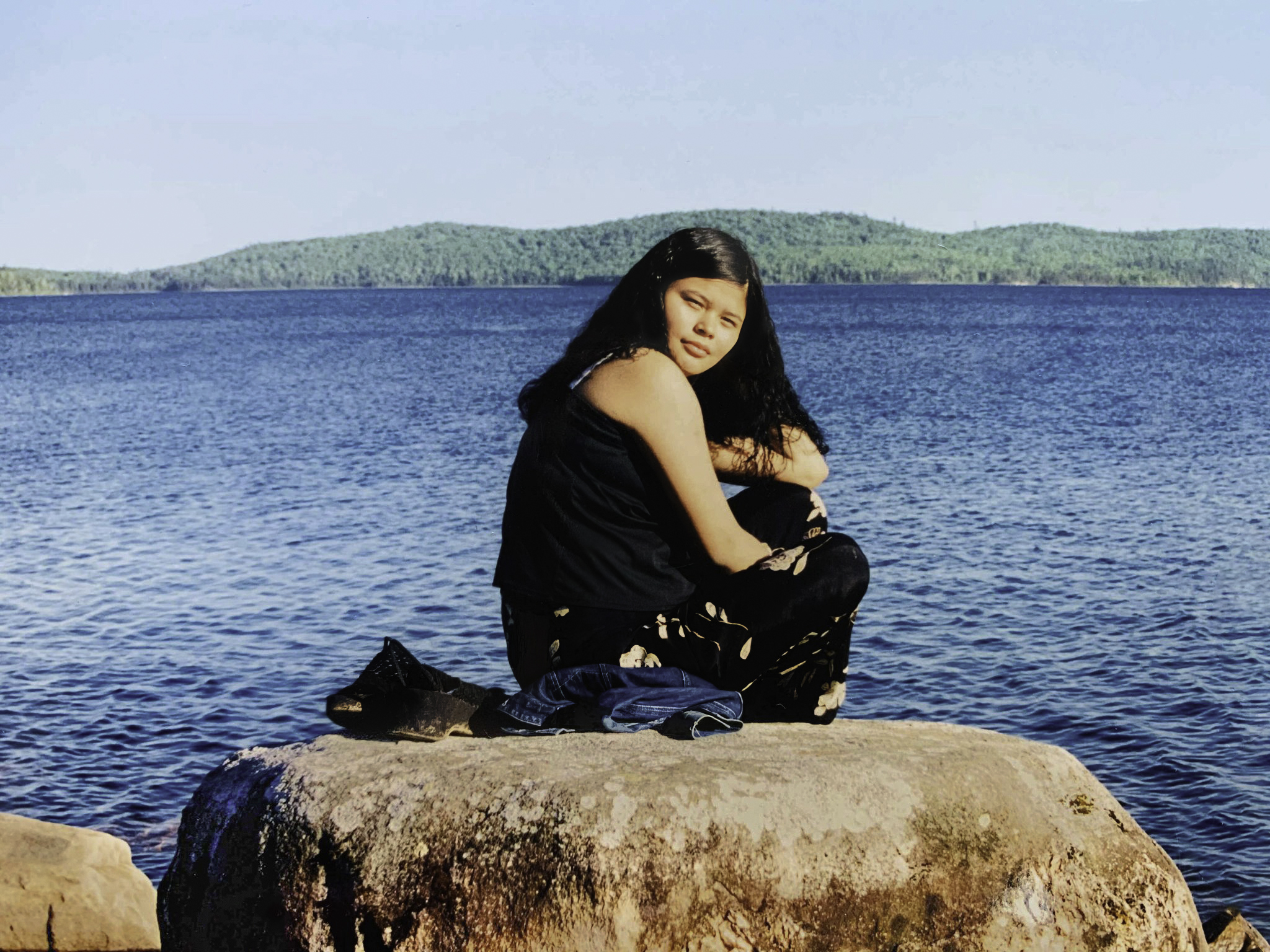
L'Attikamek Joyce Echaquan

La Commission vérité et réconciliation avait été créée en réaction aux injustices historiques subies par les peuples autochtones dans les pensionnats autochtones notamment.
Ce sont les traumatismes de l'histoire récente qui sont évoqués dans les médias par rapport à la question de la vérité et de la réconciliation. Parmi ces événements, on compte le décès de Joyce Echaquan, les meurtres et disparitions de femmes autochtones au Canada et la question des pensionnats autochtones, dont le but était de « tuer l'indien dans l'enfant ».
La question de la réduction en esclavage des Autochtones sur le territoire actuel du Canada est méconnue et rarement abordée dans le contexte de la réconciliation. Notons que les Canadiens français sont les descendants de certains de ces esclaves. Un autre traumatisme, évoqué lui aussi rarement, est la question du nombre d'hommes autochtones victimes d'homicide conjugal.

## Droit
En 2021, le Code canadien du travail a été modifié pour instituer la Journée nationale de la vérité et de la réconciliation. La loi modificative est la Loi modifiant la Loi sur les lettres de change, la Loi d’interprétation et le Code canadien du travail (Journée nationale de la vérité et de la réconciliation). Le Code canadien du travail prévoit désormais à son article 166 qu'il s'agit d'un jour férié.
Toutefois, le Code canadien du travail ne s'applique qu'aux sociétés d'État fédérales et aux employés des entreprises fédérales telles que les banques et les sociétés de chemin de fer, d'après l'art. 2 C.c.t.
Pour qu'un jour férié ait une application générale à la population d'une province, il doit être déclaré jour férié dans une loi relative au travail de cette province (par ex. la Loi sur les normes du travail du Québec). En 2021, ce ne sont pas toutes les provinces canadiennes qui ont intégré cette fête à leurs lois du travail. La Colombie-Britannique, le Manitoba, la Nouvelle-Écosse, l'Île-du-Prince-Édouard et les Territoires-du-Nord-Ouest ont initialement adopté des lois reconnaissant cette journée comme jour de commémoration. Cependant, les autres provinces et territoires (dont l'Ontario et le Québec, où résident la majorité des Canadiens) ne l'ont pas fait, donc les populations de ces provinces et territoires qui ne sont ni travailleurs fédéraux ni travailleurs d'une entreprise fédérale n'ont pas alors le droit à un congé férié le 30 septembre.